# Цешково-Кольонія
Цешково-Кольонія (пол. Cieszkowo-Kolonia) — село в Польщі, у гміні Бабошево Плонського повіту Мазовецького воєводства.
Населення — 120 осіб (2011).
У 1975-1998 роках село належало до Цехановського воєводства.

## Демографія
Демографічна структура станом на 31 березня 2011 року:
|          | Загалом | Допрацездатний вік | Працездатний вік | Постпрацездатний вік |
| -------- | ------- | ------------------ | ---------------- | -------------------- |
| Чоловіки | 69      | 16                 | 43               | 10                   |
| Жінки    | 51      | 9                  | 30               | 12                   |
| Разом    | 120     | 25                 | 73               | 22                   |